# Tenkodogo (departamento)
Tenkodogo é um departamento ou comuna da província de Boulgou no Burkina Faso. A sua capital é a cidade de Tenkodogo.
Em 1 de julho de 2018 tinha uma população estimada em 170665 habitantes.